# Protuberans
En protuberans eller solfakkel er en stor og lysende dannelse, som udbreder sig fra Solens overflade, ofte i form af en løkke. Protuberanser har basis i solens overflade og strækker sig udad i Solens korona. Mens koronaen selv består af ekstremt varme og ioniserede gasser, kendt som plasma, og som ikke udsender særlig meget synligt lys, består protuberanser af meget køligere plasma, hvis sammensætning minder mere om kromosfærens. En protuberans dannes typisk inden for et tidsrum på en dag, og stabile protuberanser kan bestå i koronaen i adskillige måneder. Visse protuberanser splittes og giver anledning til udstødelse af koronamasse. Der pågår videnskabelige undersøgelser af, hvordan og hvorfor protuberanser dannes.
En typisk protuberans har en udstrækning på mange tusind kilometer. Den hidtil længste blev observeret af Solar and Heliospheric Observatory (SOHO) i 1997 og havde en længde på omkring 350.000 kilometer,
 hvilket stort set er 28 gange Jordens diameter. Massen af det materiale, som en typisk protuberans omfatter, er i størrelsesordenen 100 milliarder ton.
Når en protuberans betragtes imod solskiven i stedet for mod rummet, syner den mørkere end den omgivende del af Solen og kaldes da et solfilament.  En udkastning af materiale kan være både et filament og en protuberans. Flocculi (flertal af flocculus) er en anden betegnelse for disse filamenter, og mørke flocculi beskriver typisk protuberansers fremtræden, når de ses mod solskiven ved visse bølgelængder.

## Galleri
- Protuberans.
- Frakoblet protuberans
- Et randudbrud og efterfølgende protuberans.
- Særlig stor protuberans (fra Skylab 1973).
- Protuberans fotograferet af STEREO-sonde bagved.
- Protuberans fotograferet af STEREO-sonde foran.